# "X"
"X" è un album in studio del compositore tedesco Klaus Schulze, pubblicato nel 1978.
Dedicata ad alcuni grandi personaggi del passato (quali Nietzsche e Ludwig II di Baviera), questa uscita presenta sei suite che segnarono un momentaneo ritorno alle sonorità "classiche" di album quali Timewind.
Realizzato con veri strumentisti (il batterista Harald Grosskopf e un'orchestra da camera), che accompagnano le sonorità elettroniche di Schulze, "X" è un'ambiziosa opera che unisce fra loro "una trascinante musica per sintetizzatore e batteria alle sonorità dell'ambient". I suoni corali presenti in alcune tracce contribuiscono a rendere la musica drammatica, magniloquente e sinistra. Quella dell'album è stata definita "musica spazial-classica per sintetizzatore".
Il titolo, ovvero il numero romano "x" (dieci), indica che questo album fu il decimo del musicista.
"X" venne ristampato nel 2005 con l'aggiunta di una traccia bonus registrata dal vivo.

## Tracce
Tutte le tracce sono state composte da Klaus Schulze. Le durate delle tracce sono relative alla ristampa su CD. Nella prima stampa su vinile, per questioni di spazio disponibile, la traccia 2 (Georg Trakl) è stata ridotta a 5:40

### Disco 1
1. Friedrich Nietzsche – 24:50
2. Georg Trakl – 26:04
3. Frank Herbert – 10:51
4. Friedemann Bach – 18:00

Durata totale: 79:45

### Disco 2
1. Ludwig II. von Bayern – 28:39
2. Heinrich von Kleist – 29:32
3. Objet d'Louis (bonus track) – 21:32

Durata totale: 79:43

## Formazione
- Klaus Schulze - strumentazione elettronica e percussioni
- Harald Grosskopf - percussioni varie
- Wolfgang Tiepold - violoncello e direttore d'orchestra
- Orchestra da camera